# جوزان نوکی
جوزان نوکی یک روستا در ایران است که در دهستان باقران واقع شده‌است.